# Pośredni Jastrzębi Kopiniak
Pośredni Jastrzębi Kopiniak lub Pośredni Kopiniak (słow. Prostredný kopiniak, niem. Mittlerer Rotseekopf, węg. Középső-Vöröstavi-púp) – turnia w słowackiej części Tatr Wysokich. Znajduje się w środkowym fragmencie Jastrzębiej Grani i jest środkowym z trzech Jastrzębich Kopiniaków. Od Zadniego Jastrzębiego Kopiniaka na zachodzie jest oddzielony Pośrednim Jastrzębim Karbem, natomiast od Skrajnego Jastrzębiego Kopiniaka na wschodzie – Skrajnym Jastrzębim Karbem.
Jastrzębia Grań rozdziela dwie doliny należące do systemu Doliny Kieżmarskiej: Dolinę Jagnięcą na północy i Dolinę Jastrzębią na południu. Ściana północna przypomina charakterem północne ściany sąsiednich Zadniego i Skrajnego Jastrzębiego Kopiniaka. Ściana południowa wznosi się natomiast ponad dolnym fragmentem Pośredniej Kopiniakowej Drabiny. Najbardziej strome są jej górne partie, do których dochodzi górny kraniec Wyżniej Kopiniakowej Drabiny.
Na Pośredniego Jastrzębiego Kopiniaka, podobnie jak na inne obiekty w Jastrzębiej Grani, nie prowadzą żadne znakowane szlaki turystyczne. Najdogodniejsze drogi dla taterników wiodą na szczyt granią z obu stron, w ścianie południowej wytyczono natomiast drogi o trudności co najmniej V+ w skali UIAA.
Pierwsze wejścia:
- letnie – P. Geruska, Gyula Gretzmacher, Alfréd Grósz i R. Krémusz, 23 lipca 1905 r.,
- zimowe – Jadwiga Honowska, Zofia Krókowska i Jan Alfred Szczepański, 5 kwietnia 1928 r.[2]